# EMGV 27–29
Die EMGV 27–29 waren Personenzug-Schlepptenderlokomotiven der Ersten Ungarischen-Galizischen Eisenbahn (Első Magyar Gácsországi Vasút, EMGV).
Die drei Maschinen wurden 1886 von Budapest gebaut.
Im Zuge der Verstaatlichung gaben ihnen die Ungarischen Staatsbahnen (MÁV) zunächst die Nummern 1002–1004, ab 1891 im zweiten Bezeichnungsschema die Kategorie IIp mit den Nummern 1261–1263. Ab 1911 wurden sie als 241,001–003 bezeichnet.
Nach 1918 kamen die drei Loks nach Jugoslawien zu den SHS und wurden in den 1920er-Jahren ausgemustert.